# 新菜まこ
新菜 まこ（にいな まこ、1997年4月2日 - ）は、日本の女性歌手。神奈川県出身。所属事務所はソニー・ミュージック・ソーシャルクリエイターレーベル『Be』。ロック系アイドルグループ「アンチテーゼ」のメンバー兼プロデューサーを務める。

## 来歴
アルバイトでショップ店員をしていたことを切っ掛けに、事務所に所属しファッション雑誌の読者モデルをしていたが、Twitterで「歌が歌いたいから、モデルも事務所も辞めます」と宣言したところアニソンのオーディションを紹介される。
2017年、テレビアニメ『幼女戦記』の挿入歌「戦線のリアリズム」の歌を担当する。同時に音楽事務所TOKYO LOGICに所属する。
2017年4月28日、タイドラインのプロジェクト『ライブレボルト』の「白石まどか」役として参加する。8月19日には0thライブが開催され、12月3日には1stライブが決定した。2018年3月14日、『ライブレボルト』の楽曲の制作をしていたTOKYO LOGICのプロジェクトからの離脱が発表され、同時に所属タレントである新菜まこは降板する事となった。新菜はTOKYO LOGICから退所し、2018年10月、音沖まこ（ねおきまこ）としてYoutubeに投稿するようになる。
2020年6月9日、新菜まことしてソニーミュージックソーシャルクリエイターレーベル「Be」に所属する。2021年には1月に結成されたグループ「ONE BY ONE」のメンバーとなり、4月にはデビューライブが行われた。「ONE BY ONE」は2021年12月31日で活動を休止した。
2022年7月17日、新菜まこのプロデュースによる5人組ダンス&ヴォーカルグループ「アンチテーゼ」が、渋谷WOMBで開催された『アンチテーゼ Debut Live -Rebellion-』でデビューする。その後、新菜まこ、七々瀬リタ、柊あおの3人体制となり、2023年2月25日、赤羽ReNYで『1stワンマンライブ「Trigger」』を開催する。6月27日に新メンバーの渡辺樹莉を迎え4人体制となり、7月30日、Zepp Shinjukuにて『アンチテーゼ 新体制お披露目ワンマンライブ -Reunite-』を開催した。

## タイアップ
- 2017年3月3日 テレビアニメ『幼女戦記』ED曲・挿入歌「戦線のリアリズム」作曲 ：Heart's Cry 歌唱：新菜まこ
- 2017年4月27日 メディアミックス声優ライブアーティストコンテンツ『ライブレボルト』の「白石まどか」役
- 2017年5月16日 STELLIGHTS 「Time To Rock 」篠崎あやと feat. 新菜まこ
- 2017年8月9日 REVOLUTIA / Daring Soldiers / LiveRevolt
- 2017年11月22日 SEGA CHUNITHM【チュウニズム】「立川浄穢捕物帳」 作曲：烏屋茶房 / カラスヤサボウ 歌唱：新菜まこ
- 2018年7月26日 KONAMI beatmania IIDX SP 「バ→ビ→ブ→Bomb」作曲：ヒゲドライバー 歌唱：新菜まこ

## ライブ
- 2017年5月7日 ライブレボルト STARTUP REVOLUTION SP
- 2017年6月16日 Pico Pico: Impossible 2
- 2017年7月2日 Re:animation 10 -Rave In 潮風公園- DAY2
- 2017年8月9日 ライブレボルト1st Single「REVOLUTIA/Daring Soldiers」リリース記念ミニライブ
- 2017年8月19日 ライブレボルト THE ORIGIN
- 2017年9月16日 ライブレボルト ミニLIVE in 京まふ
- 2017年11月25日 かけがわポップカルチャーサミット2017 三の丸広場ライブステージ
- 2017年12月3日 ライブレボルト 1st LIVE LiveRevolt REBELLION
- 2017年12月5日 Citail presents PREMIUM SECRET LIVE
- 2017年12月16日 MOTOLOID 2017 FEAT. WRECKING TOKYO SPECIAL
- 2018年2月1日 リサイタルズ from LiveRevolt『あれやこれやてんてこ舞い/全部うまく行くから』・FIREVOLT from LiveRevolt『Don't give up!!/Raise My Flag』リリース記念ミニライブ
- 2018年2月14日 FIREVOLT from LiveRevolt 「Don't give up!!/Raise My Flag」リリース記念ミニライブ
- 2018年3月24日 AnimeJapan 2018 1日目【BLUE-5】LIVE DAM STADIUM【アニカラJAPAN】スペシャルステージ
- 2018年4月15日 新菜まこ生誕ミニLIVE[13]
- 2018年6月23日 TAB 4th LIVE
- 2019年10月20日 まだ見たことのないセカイ「幽玄モノクローム」リリース記念イベント
- 2019年12月6日『まだ見たことのないセカイ』始動ライブ「ハジマリノオト」
- 2023年4月7日 新菜まこ生誕LIVE －捨て猫逆転劇－[14]